# Bart the Bad Guy
«Bart the Bad Guy» (укр. «Барт — поганець») — чотирнадцята серія тридцять першого сезону мультсеріалу «Сімпсони», прем'єра якої відбулась 1 березня 2020 року у США на телеканалі «Fox».

## Сюжет
Багато жителів Спрінґфілда дивляться фільм «Захисники: Кришталічна війна», новий фільм франшизи фільмів про супергероїв «Захисники» (англ. «Vindicators») кіновсесвіту Marble. Коли фільм закінчується на важливому моменті, в якому суперлиходій Чінос вбиває героїв фільму, глядачі відчувають емоційний вплив похмурої кінцівки. Вони з нетерпінням чекають заключного сиквела, який вийде наступного року, на їх превелике нетерпіння…
Через одинадцять місяців, за місяць до виходу фільму «Захисники: Кристалічна війна 2: Відродження», Мілгаус отримує травму, коли Барт намагався зробити трюк для «YouTube». Одна із зірок «Захисників», актор Глен Танжер, який грає супергероя Ейршота, відвідує хворого в лікарні. Однак, він помилково приймає Барта за Мілгауса, і засинає в нетверезому стані. Барт бере його ноутбук, де знаходить і переглядає невидане продовження «Захисників». Зі знанням ключових моментів і сюжетів фільму, Барт вирішує відвідати продавця коміксів, щоб обміняти спойлери на найдорожчий комікс. Однак, замість цього продавець коміксів віддає всі свої товари, тільки, щоб хлопчик не заспойлерив фільм. Розуміючи, яку силу він має, Барт вирішує шантажувати все місто, погрожуючи заспойлерити деталі фільму.
Барт намагається шантажувати Гомера, однак тому зовсім не цікаві фільми такого типу. Натомість вони укладають угоду, за якою Гомер дозволить Барту шахраювати в обмін на безкоштовне пиво у Мо. Барт також використовує Лісу, даючи їй можливість танцювати з Ейршотом/Танжером на шкільних танцях.
На танцях розлючений і водночас шантажований Бартом Танжер нагадує хлопчику, що за тиждень фільм вийде на екрани, після чого його сила вже нічого не означатиме. Усвідомивши це, шантаж Барта посилюється: він змушує мешканців Спрінґфілда побудувати для нього новий великий будиночок на старому дереві міста.
Пізніше вночі Мілгаус виходить з лікарні і лає Барта за те, що він вкрав його можливість зустрічі з Ейршотом. Раптово, Барта викрадає кіностудія «Marble», якій стало відомо про шантаж Барта і знання спойлерів. Використовуючи віртуальну реальність, продюсери студії змушують його повірити, що його спойлери насправді вбивають героїв фільму в їхньому, «паралельному», всесвіті.
Продюсери підвищують інтенсивність симуляції, внаслідок чого у моделюванні з'являється Чінос. Чінос пропонує Бартові «справжні» суперсили в обмін на спойлери. Однак, він відмовляється і ламає зброю-телефон і супергерої перемагають.
Барт «повертається» в реальний світ і зупиняє свої лиходійські дії. Оскільки і решта родини вирішують не говорити, що сталося, продюсери дезактивовують бомбу під ліжком Сімпсонів…
У фінальній сцені під час прем'єри фільму оповідач каже, що коли люди побачили фільм, «їхні серця були сповнені радості… а потім вони взяли телефони і заспойлерили фільм всім іншим».

## Виробництво
Виконавчий продюсер серії Метт Селман заявив, що сценарій серії було написано ще до здогадок про придбання «The Walt Disney Company» компанії «20th Century Fox» 2018 року.
У видаленій сцені Мардж переживає, що Барт — поганий, поки Гомер їсть гігантське відро з морозивом.
В іншій видаленій сцені був жарт про «смажених коал», який вирізали через лісові пожежі в Австралії 2019—2020 років.

## Цікаві факти та культурні відсилання
- Назва франшизи «Vindicators» — відсилання до шоу про супергероїв, яке написав Метт Селман 1996 року для «Comedy Central», хоча воно так і не вийшло в етер[4].
- Коли продюсери дезактивовують бомбу, грає мелодія «When You Wish Upon a Star» з мультфільму «Пінокіо» 1940 року[5].

## Ставлення критиків і глядачів
Під час прем'єри серію переглянули 1,66 млн осіб з рейтингом 0.6, що зробило її найпопулярнішим шоу на каналі «Fox» тієї ночі.
Денніс Перкінс з «The A.V. Club» дав серії оцінку B, похваливши пародійні елементи, але вважав, що історія Гомера і Мардж була слабкою.
Тоні Сокол з «Den of Geek» дав серії три з п'яти зірок, сказавши:
|  | Сімпсони залишаються в курсі цієї серії, і тонко відсилаються та сатирику змов у коміксах. Серіал кусає руку, яка їх кормить… Мелодія «When You Wish Upon a Star» рідко використовувалася так лякаюче, як тут, щоб нагадати нам, що «Disney» завжди стежить… |

Джессі Шедін з «IGN» дав епізоду 8 з 10, заявивши, що серія «знаходить інші, кращі шляхи для дослідження, розпалюючи культуру спойлерів і змушуючи знайоме формулювання знову відчувати себе свіжим і захоплюючим».
У березні 2021 року сценарист серії Ден Веббер був номінований на премію Гільдії сценаристів Америки в області анімації 2020 року.
Згідно з голосуванням на сайті The NoHomers Club більшість фанатів оцінили серію на 4/5 із середньою оцінкою 3,76/5.